# Tour du Brabant flamand
Le Tour du Brabant flamand (en néerlandais : Ronde van Vlaams-Brabant) est une course cycliste par étapes belge disputée dans la province du Brabant flamand, en Région flamande. Elle est organisée depuis 1998. 
L'édition 2020 est repoussée au mois d'aout en raison de la pandémie de Covid-19.